# Топкинский район
Топки́нский райо́н — административно-территориальная единица (административный район) в Кемеровской области России. В рамках организации местного самоуправления в границах района и райцентра существует Топкинский муниципальный округ (с 2004 до 2019 гг. — муниципальный район).
Административный центр — город Топки (в район не входит).

## География
Район расположен на западе Кемеровской области. На севере он граничит с Юргинским районом, на востоке — с Кемеровским районом, на юге — с Промышленновским районом, на западе — с Новосибирской областью.

## История
Впервые Топкинский район был образован 4 сентября 1924 года в составе Томского уезда Томской губернии РСФСР; тогда же в составе Щегловского уезда был создан Усть-Сосновский район. 25 мая 1925 года Президиум ВЦИК утвердил ликвидацию уездов и губерний, и образование Сибирского края с разделением его на округа и районы; Топкинский и Усть-Сосновский районы вошли в состав Кузнецкого округа. В 1929 году Усть-Сосновский район был упразднён, а его территория включена в Топкинский район. Постановлением ВЦИК от 30 июля 1930 года край был разделён на восточную и западную части, а округа были ликвидированы; Топкинский район оказался в составе Западно-Сибирского края. 2 марта 1932 года Постановлением ВЦИК был расформирован Щегловский район, и 9 ранее входивших в его состав сельсоветов были переданы в состав Топкинского района.
В 1935 году часть земель района была передана в состав нового Титовского района.
Постановлением ЦИК СССР от 28 сентября 1937 года Западно-Сибирский край был расформирован, и Топкинский район вошёл в состав новой Новосибирской области. Указом Президиума Верховного Совета СССР от 26 января 1943 года была образована Кемеровская область, и Топкинский район был передан в её состав.
В соответствии с указом Президиума Верховного Совета РСФСР от 1 февраля 1963 года «Об укрупнении районов, образовании промышленных районов и изменении подчинённости районов и городов Кемеровской области» Топкинский район был упразднён; город Топки стал городом областного подчинения, а сельские территории были переданы в состав Кемеровского района.
Указом Президиума Верховного Совета РСФСР от 11 января 1965 года был вновь образован Топкинский район, однако райсовет при этом образован не был, а сельсоветы были подчинены Топкинскому горсовету. Указом Президиума Верховного Совета РСФСР от 10 ноября 1976 года был образован районный Совет депутатов трудящихся, в подчинение к которому перешли сельсоветы, до этого подчинённые Топкинскому горсовету.
В рамках местного самоуправления, Законом Кемеровской области от 17 декабря 2004 года № 104-ОЗ на территории Топкинского района и города областного подчинения Топки было образовано муниципальное образование, наделённое статусом муниципального района. На его территории было образовано 12 муниципальных образований нижнего уровня: 11 сельских поселений и 1 городское поселение. 29 июня 2019 года муниципальный район был упразднён, а все входившие в его состав поселения были объединены в новое муниципальное образование — Топкинский муниципальный округ.
В рамках административно-территориального устройства области, Топкинский район как административно-территориальная единица сохраняет свой статус, при этом Топки является городом областного подчинения.
Муниципальное устройство
В Топкинский муниципальный район с 2004 до 2019 гг. входило 12 муниципальных образований, в том числе: 1 городское и 11 сельских поселений:
| №        | бывшее муниципальное образование | Административный центр | Количество населённых пунктов | Население (чел.) | Площадь (км²) |
| -------- | -------------------------------- | ---------------------- | ----------------------------- | ---------------- | ------------- |
| 1e-06    | Городское поселение              |                        |                               |                  |               |
| 1        | Топкинское                       | город Топки            | 1                             | 27 639           | 51,72         |
| 1.000002 | Сельское поселение               |                        |                               |                  |               |
| 2        | Верх-Падунское                   | посёлок Верх-Падунский | 5                             | 1216             | 237,17        |
| 3        | Зарубинское                      | село Зарубино          | 6                             | 2593             | 306,31        |
| 4        | Лукошкинское                     | посёлок Центральный    | 5                             | 1083             | 224,21        |
| 5        | Осиногривское                    | посёлок Трещевский     | 6                             | 1134             | 189,57        |
| 6        | Соломинское                      | посёлок Рассвет        | 5                             | 1278             | 398,90        |
| 7        | Топкинское                       | село Топки             | 5                             | 2000             | 160,87        |
| 8        | Усть-Сосновское                  | село Усть-Сосново      | 5                             | 1091             | 189,83        |
| 9        | Хорошеборское                    | посёлок Раздолье       | 5                             | 1536             | 125,22        |
| 10       | Черемичкинское                   | село Черемичкино       | 5                             | 988              | 290,22        |
| 11       | Шишинское                        | посёлок Шишино         | 5                             | 1283             | 325,70        |
| 12       | Юрьевское                        | деревня Малый Корчуган | 5                             | 1169             | 273,84        |

## Административное деление
На территории Топкинского административного района находятся 11 сельских территорий как административно-территориальных единиц области, границы которых совпадают с бывшими сельскими поселениями упразднённого муниципального района. Город Топки является городом областного подчинения, который при этом входит в состав одноимённого муниципального округа (и в 2004—2019 гг. входил в одноимённый муниципальный район).
| №  | Сельская территория | Административный центр | Количество населённых пунктов | Население (чел.) | Площадь (км²) |
| -- | ------------------- | ---------------------- | ----------------------------- | ---------------- | ------------- |
| 1  | Верх-Падунская      | посёлок Верх-Падунский | 5                             | 1216             | 237,17        |
| 2  | Зарубинская         | село Зарубино          | 6                             | 2593             | 306,31        |
| 3  | Лукошкинская        | посёлок Центральный    | 5                             | 1083             | 224,21        |
| 4  | Осиногривская       | посёлок Трещевский     | 6                             | 1134             | 189,57        |
| 5  | Соломинская         | посёлок Рассвет        | 5                             | 1278             | 398,90        |
| 6  | Топкинская          | село Топки             | 5                             | 2000             | 160,87        |
| 7  | Усть-Сосновская     | село Усть-Сосново      | 5                             | 1091             | 189,83        |
| 8  | Хорошеборская       | посёлок Раздолье       | 5                             | 1536             | 125,22        |
| 9  | Черемичкинская      | село Черемичкино       | 5                             | 988              | 290,22        |
| 10 | Шишинская           | посёлок Шишино         | 5                             | 1283             | 325,70        |
| 11 | Юрьевская           | деревня Малый Корчуган | 5                             | 1169             | 273,84        |

## Население
Административный район (без г. Топки)
| 1979    | 1989    | 2002    | 2009    | 2010    | 2011    | 2012    |
| ------- | ------- | ------- | ------- | ------- | ------- | ------- |
| 19 707  | ↘19 018 | ↘18 077 | ↘17 567 | ↘16 246 | ↘16 235 | ↘16 226 |
| 2013    | 2014    | 2015    | 2016    | 2017    | 2018    | 2019    |
| ↘16 218 | ↗16 255 | ↘15 967 | ↘15 959 | ↘15 899 | ↘15 614 | ↘15 371 |
| 2020    | 2021    |         |         |         |         |         |
| ↘15 112 | ↘14 048 |         |         |         |         |         |

Муниципальный район и муниципальный округ (с г. Топки)
| 2010    | 2011    | 2012    | 2013    | 2014    | 2015    | 2016    |
| ------- | ------- | ------- | ------- | ------- | ------- | ------- |
| 44 887  | ↘44 806 | ↘44 647 | ↘44 435 | ↘44 299 | ↘44 096 | ↗44 103 |
| 2017    | 2018    | 2019    | 2020    | 2021    | 2025    |         |
| ↘43 862 | ↘43 474 | ↘43 010 | ↘42 891 | ↘41 206 | ↘40 199 |         |

### Урбанизация
Городское население в районе отсутствует, в муниципальном округе (город Топки) составляет  66,29 % от всего населения округа.

## Населённые пункты
В Топкинский административный район входят 55 населённых пунктов (без города Топки) (в Топкинский муниципальный округ (муниципальный район в 2005—2019 гг.) входят 56 населённых пунктов).
В сносках к названию населённого пункта указана их бывшая муниципальная принадлежность
| №  | Населённый пункт  | Население |
| -- | ----------------- | --------- |
| 1  | Топки             | ↘26 648   |
| 2  | Топки             | 1562      |
| 3  | Зарубино          | 1427      |
| 4  | Шишино            | 1212      |
| 5  | Рассвет           | 805       |
| 6  | Раздолье          | 776       |
| 7  | Трещевский        | 758       |
| 8  | Опарино           | 747       |
| 9  | Черемичкино       | 747       |
| 10 | Глубокое          | 723       |
| 11 | Центральный       | 707       |
| 12 | Усть-Сосново      | 572       |
| 13 | Верх-Падунский    | 565       |
| 14 | Малый Корчуган    | 500       |
| 15 | Магистральный     | 422       |
| 16 | Мокроусовский     | 344       |
| 17 | Октябрьский       | 292       |
| 18 | Лукошкино         | 252       |
| 19 | Бархатово         | 247       |
| 20 | Терёхино          | 236       |
| 21 | Пинигино          | 233       |
| 22 | Большой Корчуган  | 222       |
| 23 | Знаменский        | 200       |
| 24 | Симаново          | 176       |
| 25 | Тыхта             | 175       |
| 26 | Левососновский    | 174       |
| 27 | Медынино          | 165       |
| 28 | Хорошеборка       | 160       |
| 29 | Цыпино            | 152       |
| 30 | Комсомольский     | 139       |
| 31 | Дедюево           | 136       |
| 32 | Козлово           | 133       |
| 33 | Катково           | 130       |
| 34 | Ключевой          | 130       |
| 35 | Корниловка        | 125       |
| 36 | Романовский       | 118       |
| 37 | Листвянка         | 116       |
| 38 | Соломино          | 102       |
| 39 | Кокуй             | 72        |
| 40 | Среднеберёзовский | 69        |
| 41 | Чаща              | 65        |
| 42 | 130 км            | 47        |
| 43 | Уньга             | 39        |
| 44 | 115 км            | 38        |
| 45 | Осиновая Грива    | 34        |
| 46 | 123 км            | 29        |
| 47 | 79 км             | 26        |
| 48 | Верх-Мостовинский | 25        |
| 49 | Юрьевка           | 23        |
| 50 | 137 км            | 16        |
| 51 | 64 км             | 12        |
| 52 | Бурухино          | 7         |
| 53 | Подонино          | 7         |
| 54 | Дедюево           | 6         |
| 55 | Усть-Стрелина     | 6         |
| 56 | 96 км             | 4         |

Упразднённые населённые пункты:
- 2025 год — посёлки 13 км и 15 км.

## Образование
Школы, детские сады,Топкинский технический техникум

## Экономика
Группа ВК для подачи частных и коммерческих объявлений жителей Топкинского округа https://vk.com/club162181880
- Основные отрасли промышленности: строительство (цементный завод).
- Ведущие отрасли сельского хозяйства: молочно-мясное животноводство.